# Euhelop
Euhelop (Euhelopus) – rodzaj zauropoda z rodziny Euhelopodidae żyjącego we wczesnej kredzie na obecnych terenach Azji. Został opisany w 1929 roku przez Carla Wimana na podstawie skamieniałości odkrytych w chińskiej prowincji Szantung pod nazwą Helopus zdanskyi jako pierwszy dinozaur z Chin. Nazwa Helopus – oznaczająca „bagienna stopa” – jest jednak zajęta przez rodzaj ptaka, dlatego zauropod został w 1956 roku przemianowany przez Alfreda Romera na Euhelopus. Izolowane zęby przypisywane do przedstawicieli tego rodzaju odnaleziono również w formacji Yixian w prowincji Liaoning. Euhelopus był zauropodem średnich rozmiarów – osiągał około 10,5 m długości przy masie 3800 kg. Miał bardzo długą szyję, mierzącą około 4,5 m długości, a ważącą wraz z głową około 210 kg. Analizy biomechaniczne dowodzą, że Euhelopus żerował z szyją wyprostowaną ku górze, posturą przypominając nieco żyrafę, mimo iż taka pozycja szyi pochłaniała więcej wydatków energii.
Przez długi czas Euhelopus był uznawany za blisko spokrewnionego z innymi chińskimi zauropodami, takimi jak omeizaur, mamenchizaur i szunozaur. Analiza kladystyczna przeprowadzona przez Jeffreya Wilsona i Paula Upchurcha (2009) sugeruje jednak, że grupa obejmująca te rodzaje nie jest monofiletyczna, a Euhelopus jest bliżej spokrewniony z tytanozaurami. Innym jego stosunkowo bliskim krewnym mógł być Erketu, a kolejne spokrewnione z nim zauropody mogły występować na obecnych terenach Europy.